# Jägersberg (Fischen im Allgäu)
Jägersberg (mundartlich: Iegərschbearg; historisch: Bischoffen) ist ein Gemeindeteil der Gemeinde Fischen im Allgäu im bayerisch-schwäbischen Landkreis Oberallgäu.

## Geographie
Der Weiler liegt circa drei Kilometer südlich des Hauptorts Fischen am Schönhaldenkopf. Südwestlich der Ortschaft befindet sich das Geotop Judenkirche. Südwestlich von Jägersberg verlaufen die Bundesstraße 19, die Bahnstrecke Immenstadt–Oberstdorf und die Iller.

## Ortsname
Der erste Ortsname Bischoffen bzw. Bischofsberg stammt vom Familiennamen Bischof oder Berufsbezeichnung Bischof und bedeutet somit (Siedlung an der) Anhöhe des Bischof. Der Name Jägersberg bezieht sich ebenso entweder auf den Familiennamen oder die Berufsbezeichnung.

## Geschichte
Jägersberg wurde erstmals urkundlich im Jahr 1361 mit dem Chuntz von Bischoffen erwähnt. Zu dieser Zeit befand sich der Berg im Besitz des Augsburger Klosters St. Ulrich. Im Jahr 1798 fand die Vereinödung des Ortes statt, bei der auch erstmals die Bezeichnung Jaͤgersberg aufkam.

## Baudenkmäler
Siehe: Liste der Baudenkmäler in Jägersberg